# Božidar Kocevski
Božidar „Boži“ Kocevski (* 1989 in Štip, Mazedonien) ist ein deutscher Schauspieler.

## Leben
Božidar Kocevski wuchs in Heidelberg auf. Nach seinem bilingualen Abitur am dortigen Bunsen-Gymnasium absolvierte er von 2009 bis 2013 sein Schauspielstudium an der Universität der Künste in Berlin.
Während seines Studiums gastierte er bereits an verschiedenen Berliner Bühnen, u. a. am Theater Strahl, an der Neuköllner Oper, beim Hebbel am Ufer (HAU) und am Deutschen Theater. In Nuran David Calis’ Romeo und Julia-Inszenierung am Maxim Gorki Theater spielte er als Diener Balthasar eine seiner ersten Bühnenrollen.
Ab der Spielzeit 2012/13 war er bis zum Ende der Spielzeit 2015/16 festes Ensemblemitglied am Theater Freiburg, wo er u. a. in Inszenierungen von Robert Schuster und Christoph Frick auftrat. Am Theater Freiburg spielte er u. a. St. Just in Dantons Tod, Truffaldino in Diener zweier Herren, Kapitän Horster in Ein Volksfeind sowie die Titelrolle in einer Tschick-Bühnenfassung.
Von 2016 bis 2022 war Kocevski festes Ensemblemitglied am Deutschen Theater Berlin. Er trat dort u. a. als König Ubu, als Wabschke/Kalle in Der Hauptmann von Köpenick (Regie: Jan Bosse) und als Labude in Alexander Riemenschneiders Fabian-Inszenierung auf.
In dem Theaterstück Jeder Idiot hat eine Oma, nur ich nicht, das in der Spielzeit 2017/18 seine Premiere in den Kammerspielen des  Deutschen Theaters in Berlin hatte, verkörperte er Rosa von Praunheim, der bei dieser Inszenierung auch selbst Regie führte. Im Theaterstück Hitlers Ziege und die Hämorrhoiden des Königs von Rosa von Praunheim, das 2019 mit dem Jury-Preis der Autorentheatertage am Deutschen Theater Berlin ausgezeichnet und 2020 in den Kammerspielen des Deutschen Theaters Berlin uraufgeführt wurde, übernahm Kocevski erneut die Hauptrolle und wurde von Rosa von Praunheim in die Regie mit einbezogen. Auch in Die Insel der Perversen (2024), von Praunheims drittem Theaterstück am Deutschen Theater in Berlin unter der Regie von Heiner Bomhard, spielte Kocevski eine Hauptrolle. Zu Kocevskis Darstellung äußerte sich der Autor, Übersetzer und Journalist André Mumot in Deutschlandfunk Kultur in einem Podcast wie folgt: „Kocevski liefert wieder einmal, wie in den anderen Rosa-von-Praunheim-Abenden, eine großartige Performance.“
Von Praunheim besetzte Kocevski ebenfalls in der Hauptrolle seines Kinofilms Darkroom – Tödliche Tropfen, der 2019 beim Filmfest Hamburg seine Uraufführung hatte. Kocevski spielt darin den sogenannten „Darkroom-Mörder“, einen ehemaligen Krankenpfleger, der in Schwulenclubs Männer verführte, um sie anschließend mit einer Überdosis K.-o.-Tropfen zu töten. Die Handlung des Films beruht auf einem authentischen Kriminalfall, der sich maßgeblich im Jahr 2012 in Berlin zugetragen hatte.
Im Tatort: Pumpen des Wiener Ermittlerteams Eisner/Fellner, der im September 2020 erstausgestrahlt wurde, spielte Kocevski in einer Nebenrolle den tatverdächtigen Kosovo-Albaner Yasin Gashi. Im Bremer Tatort: Donuts (2023) war er als Bremerhavener Kommissariatsleiter Lennard Krupp zu sehen. In der 6. Staffel der ZDF-Serie Blutige Anfänger (2024) übernahm er eine Episodenhauptrolle als tatverdächtiger Freier eines getöteten drogenabhängigen Mithäftlings. in der Kriminalfilm-Miniserie Spuren (2025) war er in einer durchgehenden Nebenrolle als lokaler Polizeiermittler Bernd Klingspor zu sehen. Im Münchner Polizeiruf 110: Ein feiner Tag für den Bananenfisch (2025) spielte er den Clubbesitzer Samy Dardo, der allabendlich als Dragqueen „Menora“ auftritt.
Kocevski lebt in Berlin.

## Filmografie (Auswahl)
- 2017: Tatort: Kopper (Fernsehreihe)
- 2017: Marvins Platz (Kurzfilm)
- 2019: Darkroom – Tödliche Tropfen (Kinofilm)
- 2020: Die Pest
- 2020: Tatort: Pumpen (Fernsehreihe)
- 2021: Für immer Sommer 90
- 2022: Der Russe ist einer, der Birken liebt
- 2022: Munich Games (Fernsehserie)
- 2022: Kalt (Fernsehfilm)
- 2023: Tatort: Donuts (Fernsehreihe)
- 2023: One for the Road (Kinofilm)
- 2024: Alles gelogen (Fernsehfilm)
- 2024: Blutige Anfänger: Die Verwechslung (Fernsehserie, eine Folge)
- 2024: SOKO Stuttgart: Kaiser im Visier (Fernsehserie, eine Folge)
- 2024: Frisch (Kinofilm)
- 2025: Spuren (Miniserie)
- 2025: Polizeiruf 110: Ein feiner Tag für den Bananenfisch (Fernsehreihe)

## Hörspiele (Auswahl)
- 2019: Stephan Krass: Havanna Exit (Co-Pilot) – Regie: Iris Drögekamp (Original-Hörspiel – Deutschlandradio)
- 2019: Lutz Hübner, Sarah Nemitz: Furor (Jerome Siebold) – Bearbeitung und Regie: Stefan Kanis (Hörspielbearbeitung, Kriminalhörspiel – Deutschlandradio)